# Región H I
Una región H I es una nube formada por hidrógeno atómico, este puede estar en una pequeña nube fría, poco densa y en un estado no ionizado, con temperaturas alrededor de 90 K, o en una gran nube tenue y templada, con temperaturas alrededor de 8000 K. Las nubes grandes se van contrayendo lentamente por gravitación hasta formar nubes densas y frías
En jerga astronómica HI es hidrógeno atómico neutro, mientras que HII es hidrógeno ionizado y H2 hidrógeno molecular. Las regiones HI no emiten radiación en el rango visual, solo en la región de radio.
La emisión está concentrada en una línea espectral procedente de la transición superfina de hidrógeno (entre estados en que el espín del electrón y el protón es paralelo y antiparalelo) centrada en 1.420 GHz. Esta línea del hidrógeno también es conocida como la línea de 21 cm y es muy útil para estudiar la dinámica de galaxias. El método de Tully-Fischer usa el ancho de esa línea para estimar la luminosidad de una galaxia (lo que junto con una medición de su brillo permite estimar su distancia).